# Sistema de Takhtajan
O sistema de Takhtajan é um esquema de classificação para as plantas com flor (angiospérmicas). Este sistema foi desenvolvido pelo botânico Russo Armen Takhtajan (1910-2009).
O sistema de Takhtajan coloca as plantas com flor em duas classes amplas, monocotiledóneas e dicotiledóneas. As ordens relacionadas estão colocadas em superordens e estas em subclasses.
O esquema ainda é bastante utilizado, mas muitos botânicos estão a adoptar a classificação Angiosperm Phylogeny Group para as ordens e famílias das plantas com flor: APG II.

## Classificação
O sistema como descrito em Diversity and Classification of Flowering Plants (1997) :
- Divisão Magnoliophyta (= Angiospermas)

### Classe Magnoliopsida
- Classe Magnoliopsida (=Dicotiledôneas)

Subclasse I. Magnoliidae
Superordem 1. Magnolianae
Ordem 1. Magnoliales
Família 1. Degeneriaceae
Família 2. Himantandraceae
Família 3. Magnoliaceae
Ordem 2. Winterales
Família 1. Winteraceae
Ordem 3. Canellales
Família 1. Canellaceae
Ordem 4. Illiciales
Família 1. Illiciaceae
Família 2. Schisandraceae
Ordem 5. Austrobaileyales
Família 1. Austrobaileyaceae
Ordem 6. Eupomatiales
Família 1. Eupomatiaceae
Ordem 7. Annonales
Família 1. Annonaceae
Ordem 8. Myristicales
Família 1. Myristicaceae
Ordem 9. Aristolochiales
Família 1. Aristolochiaceae
Superordem 2. Lactoridanae
Ordem 1. Lactoridales
Família 1. Lactoridaceae
Superordem 3. Piperanae
Ordem 1. Piperales
Família 1. Saururaceae
Família 2. Piperaceae
Família 3. Peperomiaceae
Superordem 4. Lauranae
Ordem 1. Laurales
Família 1. Amborellaceae
Família 2. Trimeniaceae
Família 3. Monimiaceae
Família 4. Gomortegaceae
Família 5. Hernandiaceae
Família 6. Lauraceae
Ordem 2. Calycanthales
Família 1. Calycanthaceae
Família 2. Idiospermaceae
Ordem 3. Chloranthales
Família 1. Chloranthaceae
Superordem 5. Rafflesianae
Ordem 1. Hydnorales
Família 1. Hydnoraceae
Ordem 2. Rafflesiales
Família 1. Apodanthaceae
Família 2. Mitrastemonaceae
Família 3. Rafflesiaceae
Família 4. Cytinaceae
Superordem 6. Balanophoranae
Ordem 1. Cynomoriales
Família 1. Cynomoriaceae
Ordem 2. Balanophorales
Família 1. Mystropetalaceae
Família 2. Dactylanthaceae
Família 3. Lophophytaceae
Família 4. Sarcophytaceae
Família 5. Scybaliaceae
Família 6. Helosidaceae
Família 7. Langsdorffiaceae
Família 8. Balanophoraceae
Subclasse II. Nymphaeidae
Superordem 1. Nymphaeanae
Ordem 1. Hydropeltidales
Família 1. Hydropeltidaceae
Família 2. Cabombaceae
Ordem 2. Nymphaeales
Família 1. Nupharaceae
Família 2. Nymphaeaceae
Família 3. Barclayaceae
Superordem 2. Ceratophyllanae
Ordem 1. Ceratophyllales
Família 1. Ceratophyllaceae
Subclasse III. Nelumbonidae
Superordem 1. Nelumbonanae
Ordem 1. Nelumbonales
Família 1. Nelumbonaceae
Subclasse IV Ranunculidae
Superordem 1. Ranunculanae
Ordem 1. Lardizabalales
Família 1. Lardizabalaceae
Família 2. Sargentodoxaceae
Ordem 2. Menispermales
Família 1. Menispermaceae
Ordem 3. Berberidales
Família 1. Nandinaceae
Família 2. Berberidaceae
Família 3. Ranzaniaceae
Família 4. Podophyllaceae
Ordem 4. Ranunculales
Família 1. Ranunculaceae
Ordem 5. Circaeasterales
Família 1. Kingdoniaceae
Família 2. Circaeasteraceae
Ordem 6. Hydrastidales
Família 1. Hydrastidaceae
Ordem 7. Glaucidiales
Família 1. Glaucidiaceae
Ordem 8. Paeoniales
Família 1. Paeoniaceae
Ordem 9. Papaverales
Família 1. Papaveraceae
Família 2. Pteridophyllaceae
Família 3. Hypecoaceae
Família 4. Fumariaceae
Subclasse V. Caryophyllidae
Superordem 1. Caryophyllanae
Ordem 1. Caryophyllales
Família 1. Phytolaccaceae
Família 2. Gisekiaceae
Família 3. Agdestidaceae
Família 4. Barbeuiaceae
Família 5. Achatocarpaceae
Família 6. Petivieriaceae
Família 7. Nyctaginaceae
Família 8. Aizoaceae
Família 9. Sesuviaceae
Família 10. Tetragoniaceae
Família 11. Stegnospermataceae
Família 12. Portulacaceae
Família 13. Hectorellaceae
Família 14. Basellaceae
Família 15. Halophytaceae
Família 16. Cactaceae
Família 17. Didiereaceae
Família 18. Molluginaceae
Família 19. Caryophyllaceae
Família 20. Amaranthaceae
Família 21. Chenopodiaceae
Superordem 2. Gyrostemonanae
Ordem 1. Gyrostemonales
Família 1. Gyrostemonaceae
Superordem 3. Polygonanae
Ordem 1. Polygonales
Família 1. Polygonaceae
Superordem 4. Plumbaginanae
Ordem 1. Plumbaginales
Família 1. Plumbaginaceae
Subclasse VI. Hamamelididae
Superordem 1. Trochodendranae
Ordem 1. Trochodendrales
Família 1. Trochodendraceae
Família 2. Tetracentraceae
Ordem 2. Cercidiphyllales
Família 1. Cercidiphyllaceae
Ordem 3. Eupteleales
Família 1. Eupteleaceae
Superordem 2. Myrothamnanae
Ordem 1. Myrothamnales
Família 1. Myrothamnaceae
Superordem 3. Hamamelidanae
Ordem 1. Hamamelidales
Família 1. Hamamelidaceae
Família 2. Altingiaceae
Família 3. Platanaceae
Superordem 4. Barbeyanae
Ordem 1. Barbeyales
Família 1. Barbeyaceae
Superordem 5. Daphiphyllanae
Ordem 1. Daphiphyllales
Família 1. Daphiphyllaceae
Ordem 2. Balanopales
Família 1. Balanopaceae
Superordem 6. Buxanae
Ordem 1. Didymelales
Família 1. Didymelaceae
Ordem 2. Buxales
Família 1. Buxaceae
Ordem 3. Simmondsiales
Família 1. Simmondsiaceae
Superordem 7. Faganae
Ordem 1. Fagales
Família 1. Fagaceae
Família 2. Nothofagaceae
Ordem 2. Corylales
Família 1. Betulaceae
Família 2. Corylaceae
Família 3. Ticodendraceae
Superordem 8. Casuarinanae
Ordem 1. Casuarinales
Família 1. Casuarinaceae
Superordem 9. Juglandanae
Ordem 1. Myricales
Família 1. Myricaceae
Ordem 2. Rhoipteleales
Família 1. Rhoipteleaceae
Ordem 3. Juglandales
Família 1. Juglandaceae
Subclasse VII. Dilleniidae
Superordem 1. Dillenianae
Ordem 1. Dilleniales
Família 1. Dilleniaceae
Superordem 2. Theanae
Ordem 1. Paracryphiales
Família Paracryphiaceae
Ordem 2. Theales
Família 1. Stachyuraceae
Família 2. Theaceae
Família 3. Asteropeiaceae
Família 4. Pentaphylacaceae
Família 5. Tetrameristaceae
Família 6. Oncothecaceae
Família 7. Marcgraviaceae
Família 8. Caryocaraceae
Família 9. Pellicieraceae
Ordem 3. Hypericales
Família 1. Bonnetiaceae
Família 2. Clusiaceae
Família 3. Hypericaceae
Ordem 4. Physenales
Família 1. Physenaceae
Ordem 5. Medusagynales
Família 1. Medusagynaceae
Ordem 6. Ochnales
Família 1. Strasburgeriaceae
Família 2. Ochnaceae
Família 3. Lophiraceae
Família 4. Quiinaceae
Família 5. Scytopetalaceae
Família 6. Sauvagesiaceae
Ordem 7. Elatinales
Família 1. Elatinaceae
Ordem 8. Ancistrocladales
Família 1. Ancistrocladaceae
Ordem 9. Dioncophyllales
Família 1. Dioncophyllaceae
Ordem 10. Lecythidales
Família 1. Barringtoniaceae
Família 2. Lecythidaceae
Família 3. Napoleonaceae
Família 4. Foetidiaceae
Família 5. Asteranthaceae
Superordem 3. Sarracenianae
Ordem 1. Sarraceniales
Família 1. Sarraceniaceae
Superordem 4. Nepenthanae
Ordem 1. Nepenthales
Família 1. Nepenthaceae
Ordem 2. Droserales
Família 1. Droseraceae
Superordem 5. Ericanae
Ordem 1. Actinidiales
Família 1. Actinidiaceae
Ordem 2. Ericales
Família 1. Clethraceae
Família 2. Cyrillaceae
Família 3. Ericaceae
Família 4. Epacridaceae
Família 5. Empetraceae
Ordem 3. Diapensiales
Família 1. Diapensiaceae
Ordem 4. Bruniales
Família 1. Bruniaceae
Família 2. Grubbiaceae
Ordem 5. Geissolomatales
Família 1. Geissolomataceae
Ordem 6. Fouquieriales
Família 1. Fouquieriaceae
Superordem 6. Primulanae
Ordem 1. Styracales
Família 1. Styracaceae
Família 2. Symplocaceae
Família 3. Ebenaceae
Família 4. Lissocarpaceae
Ordem 2. Sapotales
Família 1. Sapotaceae
Ordem 3. Myrsinales
Família 1. Myrsinaceae
Família 2. Theophrastaceae
Ordem 4. Primulales
Família 1. Primulaceae
Superordem 7. Violanae
Ordem 1. Violales
Família 1. Berberidopsidaceae
Família 2. Aphloiaceae
Família 3. Bembiciaceae
Família 4. Flacourtiaceae
Família 5. Lacistemataceae
Família 6. Peridiscaceae
Família 7. Violaceae
Família 8. Dipentodontaceae
Família 9. Scyphostegiaceae
Ordem 2. Passiflorales
Família 1. Passifloraceae
Família 2. Turneraceae
Família 3. Malesherbiaceae
Família 4. Achariaceae
Ordem 3. Caricales
Família 1. Caricaceae
Ordem 4. Salicales
Família 1. Salicaceae
Ordem 5. Tamaricales
Família 1. Reaumuriaceae
Família 2. Tamaricaceae
Família 3. Frankeniaceae
Ordem 6. Cucurbitales
Família 1. Cucurbitaceae
Ordem 7. Begoniales
Família 1. Datiscaceae
Família 2. Tetramelaceae
Família 3. Begoniaceae
Ordem 8. Capparales
Família 1. Capparaceae
Família 2. Pentadiplandraceae
Família 3. Koeberliniaceae
Família 4. Brassicaceae
Família 5. Tovariaceae
Família 6. Resedaceae
Ordem 9. Moringales
Família 1. Moringaceae
Ordem 10. Batales
Família 1. Bataceae
Superordem 8. Malvanae
Ordem 1. Cistales
Família 1. Bixaceae
Família 2. Cochlospermataceae
Família 3. Cistaceae
Ordem 2. Elaeocarpales
Família 1. Elaeocarpaceae
Ordem 3. Malvales
Família 1. Tiliaceae
Família 2. Dirachmaceae
Família 3. Monotaceae
Família 4. Dipterocarpaceae
Família 5. Sarcolaenaceae
Família 6. Plagiopteridaceae
Família 7. Huaceae
Família 8. Sterculiaceae
Família 9. Diegodendraceae
Família 10. Sphaerosepalaceae
Família 11. Bombacaceae
Família 12. Malvaceae
Superordem 9. Urticanae
Ordem 1. Urticales
Família 1. Ulmaceae
Família 2. Moraceae
Família 3. Cannabaceae
Família 4. Cecropiaceae
Família 5. Urticaceae
Superordem 10. Euphorbianae
Ordem 1. Euphorbiales
Família 1. Euphorbiaceae
Família 2. Dichapetalaceae
Família 3. Aextoxicaceae
Família 4. Pandaceae
Ordem 2. Thymelaeales
Família 1. Gonystylaceae
Família 2. Thymelaeaceae
Subclasse VIII. Rosidae
Superordem 1. Saxifraganae
Ordem 1. Cunoniales
Família 1. Cunoniaceae
Família 2. Davidsoniaceae
Família 3. Eucryphiaceae
Família 4. Brunelliaceae
Ordem 2. Saxifragales
Família 1. Tetracarpaeaceae
Família 2. Penthoraceae
Família 3. Crassulaceae
Família 4. Saxifragaceae
Família 5. Grossulariaceae
Família 6. Pterostemonaceae
Família 7. Iteaceae
Família 8. Eremosynaceae
Família 9. Vahliaceae
Ordem 3. Cephalotales
Família 1. Cephalotaceae
Ordem 4. Greyiales
Família 1. Greyiaceae
Ordem 5. Francoales
Família 1. Francoaceae
Ordem 6. Haloragales
Família 1. Haloragaceae
Ordem 7. Podostemales
Família 1. Podostemaceae
Ordem 8. Gunnerales
Família 1. Gunneraceae
Superordem 2. Rosanae
Ordem 1. Rosales
Família 1. Rosaceae
Família 2. Neuradaceae
Ordem 2. Crossosomatales
Família 1. Crossosomataceae
Ordem 3. Chrysobalanales
Família 1. Chrysobalanaceae
Superordem 3. Rhizophoranae
Ordem 1. Anisophyllales
Família 1. Anisophyllaceae
Ordem 2. Rhizophorales
Família 1. Rhizophoraceae
Superordem 4. Myrtanae
Ordem 1. Myrtales
Família 1. Alzateaceae
Família 2. Rhynchocalycaceae
Família 3. Penaeaceae
Família 4. Oliniaceae
Família 5. Combretaceae
Família 6. Crypteroniaceae
Família 7. Memecylaceae
Família 8. Melastomataceae
Família 9. Lythraceae
Família 10. Punicaceae
Família 11. Duabangaceae
Família 12. Sonneratiaceae
Família 13. Onagraceae
Família 14. Trapaceae
Família 15. Psiloxylaceae
Família 16. Heteropyxidaceae
Família 17. Myrtaceae
Superordem 5. Fabanae
Ordem 1. Fabales
Família 1. Fabaceae
Superordem 6. Rutanae
Ordem 1. Sapindales
Família 1. Staphyleaceae
Família 2. Tapisciaceae
Família 3. Melianthaceae
Família 4. Sapindaceae
Família 5. Hippocastanaceae
Família 6. Aceraceae
Família 7. Bretschneideraceae
Família 8. Akaniaceae
Ordem 2. Tropaeolales
Família 1. Tropaeolaceae
Ordem 3. Sabiales
Família 1. Sabiaceae
Família 2. Meliosmaceae
Ordem 4. Connarales
Família 1. Connaraceae
Ordem 5. Rutales
Família 1. Rutaceae
Família 2. Rhabdodendraceae
Família 3. Cneoraceae
Família 4. Simaroubaceae
Família 5. Surianaceae
Família 6. Irvingiaceae
Família 7. Kirkiaceae
Família 8. Ptaeroxylaceae
Família 9. [[Tepuianthaceae
Família 10. Meliaceae
Ordem 6. Leitneriales
Família 1. Leitneriaceae
Ordem 7. Coriariales
Família 1. Coriariaceae
Ordem 8. Burserales
Família 1. Burseraceae
Família 2. Anacardiaceae
Família 3. Podoaceae
Superordem 7. Geranianae
Ordem 1. Linales
Família 1. Hugoniaceae
Família 2. Linaceae
Família 3. Ctenolophonaceae
Família 4. Ixonanthaceae
Família 5. Humiriaceae
Família 6. Erythroxylaceae
Ordem 2. Oxalidales
Família 1. Oxalidaceae
Família 2. Lepidobotryaceae
Ordem 3. Geraniales
Família 1. Hypseocharitaceae
Família 2. Vivianiaceae
Família 3. Geraniaceae
Família 4. Ledocarpaceae
Família 5. Rhynchothecaceae
Ordem 4. Biebersteiniales
Família 1. Biebersteiniaceae
Ordem 5. Balsaminales
Família 1. Balsaminaceae
Ordem 6. Zygophyllales
Família 1. Zygophyllaceae
Família 2. Peganaceae
Família 3. Balanitaceae
Família 4. Nitrariaceae
Família 5. Tetradiclidaceae
Ordem 7. Vochysiales
Família 1. Malpighiaceae
Família 2. Trigoniaceae
Família 3. Vochysiaceae
Família 4. Tremandraceae
Família 5. Krameriaceae
Ordem 8. Polygalales
Família 1. Polygalaceae
Família 2. Xanthophyllaceae
Família 3. Emblingiaceae
Superordem 8. Corynocarpanae
Ordem 1. Corynocarpales
Família 1. Corynocarpaceae
Superordem 9. Celastranae
Ordem 1. Brexiales
Família 1. Ixerbaceae
Família 2. Brexiaceae
Família 3. Rousseaceae
Ordem 2. Parnassiales
Família 1. Parnassiaceae
Família 2. Lepuropetalaceae
Ordem 3. Celastrales
Família 1. Goupiaceae
Família 2. Celastraceae
Família 3. Lophopyxidaceae
Família 4. Stackhousiaceae
Ordem 4. Salvadorales
Família 1. Salvadoraceae
Ordem 5. Icacinales
Família 1. Aquifoliaceae
Família 2. Phellinaceae
Família 3. Icacinaceae
Família 4. Sphenostemonaceae
Ordem 6. Metteniusales
Família 1. Metteniusaceae
Ordem 7. Cardiopteridales
Família 1. Cardiopteridaceae
Superordem 10. Santalanae
Ordem 1. Medusandrales
Família 1. Medusandraceae
Ordem 2. Santalales
Família 1. Olacaceae
Família 2. Opiliaceae
Família 3. Aptandraceae
Família 4. Octoknemaceae
Família 5. Santalaceae
Família 6. Misodendraceae
Família 7. Loranthaceae
Família 8. Viscaceae
Família 9. Eremolepidaceae
Superordem 11. Rhamnanae
Ordem 1. Rhamnales
Família 1. Rhamnaceae
Ordem 2. Elaeagnales
Família 1. Elaeagnaceae
Superordem 12. Proteanae
Ordem 1. Proteales
Família 1. Proteaceae
Superordem 13. Vitanae
Ordem 1. Vitales
Família Vitaceae
Família Leeaceae
Subclasse XIX. Cornidae
Superordem 1. Cornanae
Ordem 1. Hydrangeales
Família 1. Escalloniaceae
Família 2. Hydrangeaceae
Família 3. Abrophyllaceae
Família 4. Argophyllaceae
Família 5. Corokiaceae
Família 6. Alseuosmiaceae
Família 7. Carpodetaceae
Família 8. Phyllonomaceae
Família 9. Pottingeriaceae
Família 10. Tribelaceae
Família 11. Melanophyllaceae
Família 12. Montiniaceae
Família 13. Kaliphoraceae
Família 14. Columelliaceae
Ordem 2. Desfontainiales
Família 1. Desfontainiaceae
Ordem 3. Roridulales
Família 1. Roridulaceae
Ordem 4. Cornales
Família 1. Davidiaceae
Família 2. Nyssaceae
Família 3. Curtisiaceae
Família 4. Cornaceae
Família 5. Alangiaceae
Ordem 5. Garryales
Família 1. Garryaceae
Ordem 6. Aucubales
Família 1. Aucubaceae
Ordem 7. Griseliniales
Família 1. Griseliniaceae
Ordem 8. Eucommiales
Família 1. Eucommiaceae
Ordem 9. Aralidiales
Família 1. Aralidiaceae
Ordem 10. Torricelliales
Família 1. Torricelliaceae
Superordem 2. Aralianae
Ordem 1. Helwingiales
Família 1. Helwingiaceae
Ordem 2. Araliales
Família 1. Araliaceae
Família 2. Hydrocotylaceae
Família 3. Apiaceae
Ordem 3. Pittosporales
Família 1. Pittosporaceae
Ordem 4. Byblidales
Família 1. Byblidaceae
Superordem 3. Dipsacanae
Ordem 1. Viburnales
Família 1. Viburnaceae
Ordem 2. Adoxales
Família 1. Sambucaceae
Família 2. Adoxaceae
Ordem 3. Dipsacales
Família 1. Caprifoliaceae
Família 2. Valerianaceae
Família 3. Triplostegiaceae
Família 4. Dipsacaceae
Família 5. Morinaceae
Subclasse X. Asteridae
Superordem 1. Campanulanae
Ordem 1. Campanulales
Família 1. Pentaphragmataceae
Família 2. Sphenocleaceae
Família 3. Campanulaceae
Família 4. Cyphocarpaceae
Família 5. Nemacladaceae
Família 6. Cyphiaceae
Família 7. Lobeliaceae
Ordem 2. Goodeniales
Família 1. Brunoniacceae
Família 2. Goodeniaceae
Ordem 3. Stylidiales
Família 1. Donatiaceae
Família 2. Stylidiaceae
Ordem 4. Menyanthales
Família 1. Menyanthaceae
Superordem 2. Asteranae
Ordem 1. Calycerales
Família 1. Calyceraceae
Ordem 2. Asterales
Família 1. Asteraceae
Subclasse XI. Lamiidae
Superordem 1. Gentiananae
Ordem 1. Gentianales
Família 1. Gelsemiaceae
Família 2. Loganiaceae
Família 3. Strychnaceae
Família 4. Antoniaceae
Família 5. Spigeliaceae
Família 6. Gentianaceae
Família 7. Saccifoliaceae
Família 8. Geniostomaceae
Família 9. Plocospermataceae
Ordem 2. Rubiales
Família 1. Dialypetalanthaceae
Família 2. Rubiaceae
Família 3. Theligonaceae
Família 4. Carlemanniaceae
Ordem 3. Apocynales
Família 1. Apocynaceae
Superordem 2. Solananae
Ordem 1. Solanales
Família 1. Solanaceae
Família 2. Sclerophylacaceae
Família 3. Duckeodendraceae
Família 4. Goetzeaceae
Ordem 2. Convolvulales
Família 1. Convolvulaceae
Família 2. Cuscutaceae
Ordem 3. Polemoniales
Família 1. Polemoniaceae
Ordem 4. Boraginales
Família 1. Hydrophyllaceae
Família 2. Boraginaceae
Família 3. Tetrachondraceae
Família 4. Hoplestigmataceae
Família 5. Lennoaceae
Ordem 5. Limnanthales
Família 1. Limnanthaceae
Superordem 3. Loasanae
Ordem 1. Loasales
Família 1. Loasaceae
Superordem 4. Oleanae
Ordem 1. Oleales
Família 1. Oleaceae
Superordem 5. Lamianae
Ordem 1. Scrophulariales
Família 1. Buddlejaceae
Família 2. Retziaceae
Família 3. Stilbaceae
Família 4. Scrophulariaceae
Família 5. Oftiaceae
Família 6. Globulariaceae
Família 7. Gesneriaceae
Família 8. Plantaginaceae
Família 9. Bignoniaceae
Família 10. Pedaliaceae
Família 11. Martyniaceae
Família 12. Trapellaceae
Família 13. Myoporaceae
Família 14. Acanthaceae
Família 15. Lentibulariaceae
Ordem 2. Verbenales
Família 1. Verbenaceae
Família 2. Phrymaceae
Família 3. Cyclocheilaceae
Família 4. Symphoremataceae
Família 5. Avicenniaceae
Família 6. Viticaceae
Família 7. Lamiaceae
Ordem 3. Callitrichales
Família 1. Callitrichaceae
Ordem 4. Hydrostachyales
Família 1. Hydrostachyaceae
Ordem 5. Hippuridales
Família 1. Hippuridaceae

### Classe Liliopsida
- Classe Liliopsida (=monocotiledônias)

- - Subclasse I. Liliidae

Superordem 1. Lilianae
Ordem 1. Melanthiales
Família 1. Tofieldiaceae
Família 2. Melanthiaceae
Família 3. Japonoliriaceae
Família 4. Xerophyllaceae
Família 5. Nartheciaceae
Família 6. Heloniadaceae
Família 7. Chionographidaceae
Ordem 2. Colchicales
Família 1. Tricyrtidaceae
Família 2. Burchardiaceae
Família 3. Uvulariaceae
Família 4. Campynemataceae
Família 5. Scoliopaceae
Família 6. Colchicaceae
Família 7. Calochortaceae
Ordem 3. Trilliales
Família 1. Trilliaceae
Ordem 4. Liliales
Família 1. Liliaceae
Família 2. Medeolaceae
Ordem 5. Alstroemeriales
Família 1. Alstroemeriaceae
Ordem 6. Iridales
Família 1. Geosiridaceae
Família 2. Iridaceae
Família 3. Isophysidaceae
Ordem 7. Tecophilaeales
Família 1. Ixioliriaceae
Família 2. Lanariaceae
Família 3. Walleriaceae
Família 4. Tecophilaeaceae
Família 5. Cyanastraceae
Família 6. Eriospermaceae
Ordem 8. Burmanniales
Família 1. Burmanniaceae
Família 2. Thismiaceae
Família 3. Corsiaceae
Ordem 9. Hypoxidales
Família 1. Hypoxidaceae
Ordem 10. Orchidales
Família 1. Orchidaceae
Ordem 11. Amaryllidales
Família 1. Hemerocallidaceae
Família 2. Hyacinthaceae
Família 3. Alliaceae
Família 4. Hesperocallidaceae
Família 5. Hostaceae
Família 6. Agavaceae
Família 7. Amaryllidaceae
Ordem 12. Asparagales
Família 1. Convallariaceae
Família 2. Ophiopogonaceae
Família 3. Ruscaceae
Família 4. Asparagaceae
Família 5. Dracaenaceae
Família 6. Nolinaceae
Família 7. Blandfordiaceae
Família 8. Herreriaceae
Família 9. Phormiaceae
Família 10. Dianellaceae
Família 11. Doryanthaceae
Família 12. Asteliaceae
Família 13. Asphodelaceae
Família 14. Aloaceae
Família 15. Anthericaceae
Família 16. Aphyllanthaceae
Ordem 13. Xanthorrhoeales
Família 1. Baxteriaceae
Família 2. Lomandraceae
Família 3. Dasypogonaceae
Família 4. Calectasiaceae
Família 5. Xanthorrhoeaceae
Ordem 14. Hanguanales
Família 1. Hanguanaceae
Superordem 2. Dioscoreanae
Ordem 1. Stemonales
Família 1. Stemonaceae
Família 2. Croomiaceae
Família 3. Pentastemonaceae
Ordem 2. Smilacales
Família 1. Luzuriagaceae
Família 2. Philesiaceae
Família 3. Ripogonaceae
Família 4. Smilacaceae
Família 5. Petermanniaceae
Ordem 3. Dioscoreales
Família 1. Stenomeridaceae
Família 2. Trichopodaceae
Família 3. Avetraceae
Família 4. Dioscoreaceae
Ordem 4. Taccales
Família 1. Taccaceae
Subclasse II. Commelinidae
Superordem 1. Bromelianae
Ordem 1. Bromeliales
Família 1. Bromeliaceae
Ordem 2. Velloziales
Família 1. Velloziaceae
Superordem 2. Pontederianae
Ordem 1. Philydrales
Família 1. Philydraceae
Ordem 2. Pontederiales
Família 1. Pontederiaceae
Ordem 3. Haemodorales
Família 1. Haemodoraceae
Família 2. Conostylidaceae
Superordem 3. Zingiberanae
Ordem 1. Musales
Família 1. Strelitziaceae
Família 2. Musaceae
Família 3. Heliconiaceae
Ordem 2. Lowiales
Família 1. Lowiaceae
Ordem 3. Zingiberales
Família 1. Zingiberaceae
Família 2. Costaceae
Ordem 4. Cannales
Família 1. Cannaceae
Família 2. Marantaceae
Superordem 4. Commelinanae
Ordem 1. Mayacales
Família 1. Mayacaceae
Ordem 2. Xyridales
Família 1. Xyridaceae
Ordem 3. Rapateales
Família 1. Rapateaceae
Ordem 4. Eriocaulales
Família 1. Eriocaulaceae
Superordem 5. Hydatellanae
Ordem 1. Hydatellales
Família 1. Hydatellaceae
Superordem 6. Juncanae
Ordem 1. Juncales
Família 1. Juncaceae
Família 2. Thurniaceae
Ordem 2. Cyperales
Família 1. Cyperaceae
Superordem 7. Poanae
Ordem 1. Flagellariales
Família 1. Flagellariaceae
Ordem 2. Restionales
Família 1. Joinvilleaceae
Família 2. Restionaceae
Família 3. Anarthriaceae
Família 4. Ecdeiocoleaceae
Ordem 3. Centrolepidales
Família 1. Centrolepidaceae
Ordem 4. Poales
Família 1. Poaceae
- - Subclasse III. Arecidae

Superordem 1. Arecanae
Ordem 1. Arecales
Família 1. Arecaceae
- - Subclasse IV. Alismatidae

Superordem 1. Alismatanae
Ordem 1. Butomales
Família 1. Butomaceae
Ordem 2. Hydrocharitales
Família 1. Hydrocharitaceae
Família 2. Thalassiaceae
Família 3. Halophilaceae
Ordem 3. Najadales
Família 1. Najadaceae
Ordem 4. Alismatales
Família 1. Limnocharitaceae
Família 2. Alismataceae
Ordem 5. Aponogetonales
Família 1. Aponogetonaceae
Ordem 6. Juncaginales
Família 1. Scheuchzeriaceae
Família 2. Juncaginaceae
Família 3. Lilaeaceae
Família 4. Maundiaceae
Ordem 7. Potamogetonales
Família 1. Potamogetonaceae
Família 2. Ruppiaceae
Ordem 8. Posidoniales
Família 1. Posidoniaceae
Ordem 9. Cymodoceales
Família 1. Zannichelliaceae
Família 2. Cymodoceaceae
Ordem 10. Zosterales
Família 1. Zosteraceae
- - Subclasse V. Triurididae

Superordem 1. Triuridanae
Ordem 1. Petrosaviales
Família 1. Petrosaviaceae
Ordem 2. Triuridales
Família 1. Triuridaceae
- - Subclasse VI. Aridae

Superordem 1. Aranae
Ordem 1. Arales
Família 1. Araceae
Família 2. Pistiaceae
Família 3. Lemnaceae
Ordem 2. Acorales
Família 1. Acoraceae
Superordem 2. Cyclanthanae
Ordem 1. Cyclanthales
Família 1. Cyclanthaceae
Superordem 3. Pandananae
Ordem 1. Pandanales
Família 1. Pandanaceae
Superordem 4. Typhananae
Ordem 1. Typhales
Família 1. Sparganiaceae
Família 2. Typhaceae